# 阿川りょう
阿川 りょう（あがわ りょう、1983年1月5日 - ）は、日本の女性声優。旧名：臺 奈津樹（だい なつき）。青二プロダクション（2006年4月 - 2010年3月）、アクセントに所属していた。アミューズメントメディア総合学院卒業。東京都出身。

## 出演
太字はメインキャラクター。

### テレビアニメ
時期不詳
- ちびまる子ちゃん（おきん）

2006年
- Ergo Proxy（お客）
- DEATH NOTE（カメラマン）

2008年
- ソウルイーター（看守C）
- はたらキッズ マイハム組（バスケ部員）
- ポルフィの長い旅（妻、おばさん）

2009年
- キディ・ガーランド（1課スミス）
- こんにちは アン 〜Before Green Gables（女性A）
- 戦場のヴァルキュリア（マリーナ・ウルフスタン[3]）

2010年
- あにゃまる探偵 キルミンずぅ（機械の声、ガールズ）
- ONE PIECE（女、客）

2011年
- Persona4 the ANIMATION（大谷花子）

2012年
- あらしのよるに 〜ひみつのともだち〜（ビマ）
- 超訳百人一首 うた恋い。（幼少の宗貞）
- 爆TECH!爆丸（グリフ・ショウ）
- リトルバスターズ!（老女A）

2013年
- 爆TECH!爆丸ガチ（グリフ・ショウ）

2014年
- Persona4 the Golden ANIMATION（大谷花子）

### OVA
2008年
- ないしょのつぼみ（助産師）

### OV
2009年
- 蟲極道 蜜団子抗争編 壱ノ巻（GPミュージアム） - カブト組ミツキ（声の出演）

2010年
- 蟲極道 蜜団子抗争編 弐の巻（GPミュージアム） - カブト組ミツキ（声の出演）

### ゲーム
2006年
- メタルギアソリッド ポータブル・オプス（兵士）

2007年
- アルトネリコ2 世界に響く少女たちの創造詩（イシカワジャンヌ）
- シャイニング・フォース イクサ（ヘルクイーン）
- DEAR My SUN!!〜ムスコ★育成★狂騒曲〜（紫藤清四郎〈幼少期〉）
- ドラゴンシャドウスペル（アヴィー・ビルケンシュトク）
- バロック（天導天使）
- 麻雀大会Wii（尚田香）

2008年
- 戦場のヴァルキュリア（マリーナ・ウルフスタン）
- NINJA GAIDEN Dragon Sword（太古代重鬼卿ニケ）
- ペルソナ4（大谷花子）
- レッスルエンジェルス サバイバー2（ゴールドフェンリル、ダークスターカオス）

2009年
- テイルズ オブ ザ ワールド レディアント マイソロジー2（ヒーローズボイス）
- VitaminZ（エリザベス野田）
- LUNAR 〜HARMONY of SILVER STAR〜（セローナマシュン）

2010年
- イース -フェルガナの誓い-（アイーダ、エリザベータ）
- 戦場のヴァルキュリア2 ガリア王立士官学校（マリーナ・ウルフスタン）
- トリニティ ジルオール ゼロ（イズ）

2011年
- 戦場のヴァルキュリア3（マリーナ・ウルフスタン）

2012年
- ペルソナ4 ザ・ゴールデン（大谷花子）

#### オンラインゲーム
- アラド戦記（シャラン）
- 三國志Online（淑女タイプ）

### 吹き替え
- アメリカン・ハッスル
- アルティメット・スパイダーマン（シー・ハルク）
- インジャスティス 〜法と正義の間で〜
- AIR FORCE TWO（オリーブ）
- 顔のないスパイ（ナタリー）
- キャッスル 〜ミステリー作家は事件がお好き
- 恋のスラムダンク
- コールドケース6（マリソル）
- コールドケース7 ザ・ファイナル
- コールドケース7 ザ・ファイナル
- サイクロプス（バルバラ）
- ザ・ケイヴ（レイチェル）
- CSI:10 科学捜査班
- CSI:ニューヨーク7
- CSI:マイアミ9
- ジェニファー・ラヴ・ヒューイットのtrue love（シーナ）
- SUITS/スーツ（マディソン・プライス）
- 潜入黒社会（ソンの妻）
- CHASE/逃亡者を追え!（デイジー・オグバー）
- ディフェンダーズ 闘う弁護士
- ドリームハイ
- ハルク: スマッシュ・ヒーローズ（シー・ハルク）
- パラサイトX（マルテ）
- ビクトリアス
- 秘密のかけら（キム）
- 二人の王女（王皇后）
- 冬のソナタ アニメ版（アンヌ）
- Hate 20（クリスティーナ）
- ホワイトチャペル2 終わりなき殺意
- マンモス（ジャックの母）
- ミラノ・コネクション（アベザノ）
- ヤング・ジャスティス
- ユニコーン・キラー（アニカ）
- ラビリンス（ミーナ）

### CD
- ドラマCD I.D.（北島百合子）
- ドラマCD 私立!三十三間堂学院（北川冬美）
- ドラマCD 猫神やおよろず（灯媛〈繭の母〉）
- ドラマCD ブレスレス・ハンター（狩野奈槻）
- LOVE MONEY / おせっかい（CRESCENT MOON名義）

### ラジオ
ラジオドラマ
- VOMIC アイスエイジ（叶の母）

### その他
- 声優チャット